# Torneo Apertura 2014 Fútbol Femenino (Chile)
El Campeonato Nacional Femenino de Apertura de Primera División de Fútbol Femenino 2014 es el décimo torneo de la Primera División de fútbol femenino de Chile, comenzó el día 15 de marzo. La organización está a cargo de la ANFP. El día 4 de mayo CNX Radio Chile volvió a transmitir partidos de fútbol femenino a través de su sitio web.

## Sistema de campeonato
Los clubes se dividieron en dos grupos, Zona Centro y Zona Sur, se jugará en modalidad de todos contra todos en dos ruedas, clasificando a etapa de playoff los mejores cuatro clubes para las Zonas Centro y Sur ubicados en la tabla de cómputo general.
En un principio, se incluyó también a la Zona Norte, pero debido al terremoto de Iquique de este año, no se pudo dar comienzo al torneo.

## Incorporaciones y retiros
| a Apertura 2014 |
| --------------- |
| Boston College  |

| a Asociación de Origen           |
| -------------------------------- |
| San Luis de Quillota Desafiliado |

## Equipos participantes
| Nombre                       | Ciudad                   | Fundación               | Estadio                              |
| ---------------------------- | ------------------------ | ----------------------- | ------------------------------------ |
| Arturo Fernández Vial        | Concepción               | 2009                    | Municipal Ester Roa                  |
| Audax Italiano               | Santiago (La Florida)    | 30 de noviembre de 1910 | Bicentenario Municipal de La Florida |
| Boston College               | Santiago (Maipú)         |                         | Estadio Santiago Bueras              |
| Cobresal                     | El Salvador              | 5 de mayo de 1979       | El Cobre                             |
| Colo-Colo                    | Santiago (Macul)         | 19 de abril de 1925     | Monumental                           |
| Curicó Unido                 | Curicó                   | 26 de febrero de 1973   | La Granja                            |
| Deportes La Serena           | La Serena                | 9 de diciembre de 1955  | La Portada                           |
| Deportes Ñielol              | Temuco                   | 13 de febrero de 2014   |                                      |
| Deportes Ovalle              | Ovalle                   | 1 de enero de 1963      |                                      |
| Deportes Puerto Montt        | Puerto Montt             | 6 de mayo de 1983       | Regional de Chinquihue               |
| Deportes Temuco              | Temuco                   | 27 de junio de 1916     | Bicentenario Germán Becker           |
| Everton                      | Viña del Mar             | 24 de junio de 1909     | Sausalito                            |
| Palestino                    | Santiago (La Cisterna)   | 20 de agosto de 1920    | Municipal de La Cisterna             |
| Rangers                      | Talca                    | 2 de noviembre de 1902  | Fiscal de Talca                      |
| Santiago Morning             | Santiago (La Pintana)    | 16 de octubre de 1903   | Municipal de La Pintana              |
| Santiago Wanderers           | Valparaíso               | 15 de agosto de 1892    | Regional Chiledeportes               |
| Unión Española               | Santiago (Independencia) | 18 de mayo de 1897      | Santa Laura                          |
| Universidad Austral de Chile | Valdivia                 |                         |                                      |
| Universidad Católica         | Santiago (Las Condes)    | 21 de abril de 1937     | San Carlos de Apoquindo              |
| Universidad de Chile         | Santiago (Ñuñoa)         | 24 de mayo de 1927      | Nacional Julio Martínez              |

## Clasificación por zona

### Zona Centro
| POS. | EQUIPO               | PTS | PJ | PG | PE | PP | GF  | GC  | DG   |
| ---- | -------------------- | --- | -- | -- | -- | -- | --- | --- | ---- |
| 1    | Colo-Colo            | 49  | 18 | 16 | 1  | 1  | 210 | 15  | 195  |
| 2    | Santiago Morning     | 44  | 18 | 14 | 2  | 2  | 109 | 30  | 79   |
| 3    | Universidad de Chile | 41  | 18 | 13 | 2  | 3  | 84  | 36  | 48   |
| 4    | Audax Italiano       | 37  | 18 | 12 | 1  | 5  | 91  | 33  | 58   |
| 5    | Deportes La Serena   | 29  | 18 | 9  | 2  | 7  | 64  | 40  | 24   |
| 6    | Palestino            | 25  | 18 | 8  | 1  | 9  | 77  | 52  | 25   |
| 7    | Universidad Católica | 17  | 18 | 5  | 2  | 11 | 31  | 47  | -16  |
| 8    | Everton              | 16  | 18 | 5  | 1  | 12 | 28  | 80  | -52  |
| 9    | Deportes Ovalle      | 4   | 18 | 1  | 1  | 16 | 11  | 214 | -204 |
| 10   | Boston College       | 1   | 18 | 0  | 1  | 17 | 6   | 163 | -157 |

### Zona Sur
| POS. | EQUIPO                | PTS | PJ | PG | PE | PP | GF | GC | DG  |
| ---- | --------------------- | --- | -- | -- | -- | -- | -- | -- | --- |
| 1    | Deportes Temuco       | 45  | 18 | 14 | 3  | 1  | 70 | 19 | 51  |
| 2    | Santiago Wanderers    | 45  | 18 | 14 | 3  | 1  | 51 | 13 | 38  |
| 3    | Rangers               | 40  | 18 | 13 | 1  | 4  | 69 | 23 | 46  |
| 4    | Puerto Montt          | 29  | 18 | 9  | 2  | 7  | 42 | 30 | 12  |
| 5    | Unión Española        | 28  | 18 | 9  | 1  | 8  | 63 | 38 | 25  |
| 6    | Cobresal              | 21  | 18 | 7  | 0  | 11 | 37 | 60 | -23 |
| 7    | UACH                  | 20  | 18 | 6  | 2  | 10 | 27 | 46 | -19 |
| 8    | Arturo Fernández Vial | 17  | 18 | 5  | 2  | 11 | 30 | 56 | -26 |
| 9    | Curicó Unido          | 14  | 18 | 4  | 2  | 12 | 2o | 51 | -31 |
| 10   | Deportes Ñielol       | 2   | 18 | 0  | 2  | 16 | 14 | 87 | -73 |

POS. = Posición; PTS = Puntos; PJ = Partidos Jugados; PG = Partidos Ganados; PE = Partidos Empatados; 
 PP = Partidos Perdidos; GF = Goles a favor; GC = Goles en contra; DG = Diferencia de goles
|  | Clasifican a playoffs |

## Evolución de la clasificación

### Zona Centro
| EQUIPO / FECHA       | 01 | 02 | 03 | 04 | 05 | 06 | 07 | 08 | 09 | 10 | 11 | 12 | 13 | 14 | 15 | 16 | 17 | 18 |
| -------------------- | -- | -- | -- | -- | -- | -- | -- | -- | -- | -- | -- | -- | -- | -- | -- | -- | -- | -- |
| Audax Italiano       | 2  | 3  | 3  | 4  | 3  | 4  | 3  | 2  | 3  | 3  | 3  | 3  | 3  | 3  | 3  |    |    |    |
| Boston College       | 9  | 10 | 9  | 10 | 10 | 10 | 10 | 10 | 9  | 9  | 9  | 9  | 9  | 9  | 9  | 10 | 10 | 10 |
| Colo-Colo            | 1  | 1  | 1  | 1  | 1  | 1  | 1  | 1  | 1  | 1  | 1  | 1  | 1  | 1  | 1  | 1  | 1  | 1  |
| Deportes La Serena   | 5  | 4  | 4  | 3  | 4  | 5  | 4  | 4  | 4  | 5  | 5  | 5  | 5  | 5  | 5  |    |    |    |
| Deportes Ovalle      | 7  | 8  | 10 | 9  | 9  | 9  | 9  | 9  | 10 | 10 | 10 | 10 | 10 | 10 | 10 |    |    |    |
| Everton              | 10 | 9  | 8  | 8  | 8  | 8  | 8  | 8  | 8  | 8  | 8  | 8  | 8  | 8  | 8  |    |    |    |
| Palestino            | 8  | 5  | 7  | 7  | 7  | 7  | 6  | 6  | 5  | 6  | 6  | 7  | 7  | 7  | 6  |    |    |    |
| Santiago Morning     | 3  | 2  | 2  | 2  | 2  | 2  | 2  | 3  | 2  | 2  | 2  | 2  | 2  | 2  | 2  |    |    |    |
| Universidad Católica | 4  | 6  | 5  | 6  | 6  | 6  | 7  | 7  | 7  | 7  | 7  | 6  | 6  | 6  | 7  |    |    |    |
| Universidad de Chile | 6  | 7  | 6  | 5  | 5  | 3  | 5  | 5  | 6  | 4  | 4  | 4  | 4  | 4  | 4  |    |    |    |

* Nota: Algunos partidos no se jugaron en la fecha programada, cuando dichos encuentros pendientes se disputaron la tabla de evolución se rehízo como si se
hubieran jugado en las fechas correspondientes.

### Zona Sur
| EQUIPO / FECHA               | 01 | 02 | 03 | 04 | 05 | 06 | 07 | 08 | 09 | 10 | 11 | 12 | 13 | 14 | 15 | 16 | 17 | 18 |
| ---------------------------- | -- | -- | -- | -- | -- | -- | -- | -- | -- | -- | -- | -- | -- | -- | -- | -- | -- | -- |
| Arturo Fernández Vial        | 9  | 9  | 9  | 9  | 9  | 9  | 9  | 9  | 9  | 9  | 9  | 9  | 9  | 9  | 9  |    |    |    |
| Cobresal                     | 6  | 8  | 8  | 8  | 7  | 8  | 8  | 7  | 7  | 6  | 5  | 5  | 5  | 5  | 6  |    |    |    |
| Curicó Unido                 | 1  | 7  | 5  | 6  | 5  | 5  | 5  | 5  | 5  | 7  | 7  | 7  | 8  | 7  | 8  |    |    |    |
| Deportes Ñielol              | 10 | 10 | 10 | 10 | 10 | 10 | 10 | 10 | 10 | 10 | 10 | 10 | 10 | 10 | 10 |    |    |    |
| Deportes Puerto Montt        | 8  | 6  | 7  | 5  | 4  | 4  | 4  | 4  | 4  | 4  | 4  | 4  | 4  | 4  | 4  |    |    |    |
| Deportes Temuco              | 1  | 3  | 2  | 2  | 3  | 3  | 2  | 1  | 2  | 2  | 2  | 2  | 3  | 3  | 2  |    |    |    |
| Rangers                      | 1  | 1  | 1  | 1  | 1  | 1  | 3  | 3  | 1  | 1  | 1  | 1  | 1  | 1  | 1  |    |    |    |
| Santiago Wanderers           | 4  | 4  | 3  | 3  | 2  | 2  | 1  | 2  | 3  | 3  | 3  | 3  | 2  | 2  | 3  |    |    |    |
| Universidad Austral de Chile | 5  | 2  | 6  | 7  | 8  | 7  | 6  | 6  | 6  | 5  | 6  | 6  | 6  | 6  | 5  |    |    |    |
| Unión Española               | 7  | 5  | 4  | 4  | 6  | 6  | 7  | 8  | 8  | 8  | 8  | 8  | 7  | 8  | 7  |    |    |    |

## Playoffs
Terminada la fase clasificatoria, los 4 mejores equipos de cada zona accedieron a playoffs para disputar el título del campeonato de clausura 2013. Los cuartos de final, semifinales y final se jugaron en un solo partido, jugando de local el equipo que obtuvo el mejor lugar en su zona durante la fase regular del campeonato.
|  | Cuartos de final          | Cuartos de final          | Cuartos de final          |    |                 | Semifinales | Semifinales | Semifinales |  |  | Final        | Final        | Final        |
|  | 26 de julio y 27 de julio | 26 de julio y 27 de julio | 26 de julio y 27 de julio |    |                 | 9 de agosto | 9 de agosto | 9 de agosto |  |  | 13 de agosto | 13 de agosto | 13 de agosto |
|  |                           |                           |                           |    |                 |             |             |             |  |  |              |              |              |
|  | Colo-Colo                 | ——                        | 14                        |    |                 |             |             |             |  |  |              |              |              |
|  | D. Puerto Montt           | ——                        | 0                         |    |                 |             |             |             |  |  |              |              |              |
|  | D. Puerto Montt           | ——                        | 0                         |    | Colo-Colo       | ——          | 4           |             |  |  |              |              |              |
|  |                           |                           |                           |    | Colo-Colo       | ——          | 4           |             |  |  |              |              |              |
|  |                           | U. de Chile               | ——                        | 1  |                 |             |             |             |  |  |              |              |              |
|  | Santiago Morning          | U. de Chile               | ——                        | 1  | ——              | 5           |             |             |  |  |              |              |              |
|  | Santiago Morning          |                           |                           |    | ——              | 5           |             |             |  |  |              |              |              |
|  | Rangers                   | ——                        | 1                         |    |                 |             |             |             |  |  |              |              |              |
|  |                           |                           |                           |    |                 |             |             |             |  |  | Colo-Colo    | ——           | 5            |
|  |                           |                           | Santiago Morning          | —— | 2               |             |             |             |  |  |              |              |              |
|  | Deportes Temuco           | ——                        | 4 (6)                     |    |                 |             |             |             |  |  |              |              |              |
|  | Audax Italiano            | ——                        | 4 (5)                     |    |                 |             |             |             |  |  |              |              |              |
|  | Audax Italiano            | ——                        | 4 (5)                     |    | Deportes Temuco | ——          | 0           |             |  |  |              |              |              |
|  |                           |                           |                           |    | Deportes Temuco | ——          | 0           |             |  |  |              |              |              |
|  |                           | Santiago Morning          | ——                        | 1  |                 |             |             |             |  |  |              |              |              |
|  | S. Wanderers              | Santiago Morning          | ——                        | 1  | ——              | 0           |             |             |  |  |              |              |              |
|  | S. Wanderers              |                           |                           |    | ——              | 0           |             |             |  |  |              |              |              |
|  | U. de Chile               | ——                        | 5                         |    |                 |             |             |             |  |  |              |              |              |

### Cuartos de final
| 26 de julio de 2014, 10:00 | Colo Colo | 14:0 (6:0) | Deportes Puerto Montt | Monumental (cancha 2), Macul |  |
|                            | Banini 3', 13', 50', 64', 69', 91' · Ascanio 21', 42', 84' · Villamayor 57', 78' · Quezada 7' · Soto 40' · Aedo 54' |            |                       |                              |  |

| 26 de julio de 2014, 12:00 | Deportes Temuco                                                                                   | 4 : 4 (6 – 5 p.)           | Audax Italiano                                                                                           | Complejo Deportivo M11, Labranza |                             |
|                            | Maria Rebolledo 14', 35' · Danitza Morales 17' · Daniela Ceballos 90'                             |                            | Fernanda Pinilla 20', 51', 68' · Paula Espinoza 84'                                                      | Árbitro(s): Francisca Pérez      | Árbitro(s): Francisca Pérez |
|                            |                                                                                                   | Tiros desde el punto penal | |                                  |                             |
|                            | Maria Rebolledo · Ana Núñez · Camila Moraga · Alicia Álvarez · Daniela Ceballos · María Rebolledo |                            | Francisca Vergara · Fernanda Pinilla · Loreto Rojas · Barbará Muñoz · Solange Gamboa · Francisca Vergara |                                  |                             |

| 26 de julio de 2014, 15:30 | Santiago Wanderers | 0 : 5 | Universidad de Chile                                                      | Complejo Mantagua, Quintero |  |
|                            |                    |       | Nicol Fajre 4', 36' · Melissa Espina 16' (pen.), 45' · Daniela Zamora 88' |                             |  |

| 27 de julio de 2014, 15:00 | Santiago Morning                                        | 5 : 1 | Rangers              | Estadio Municipal de Peñalolén, Santiago |  |
|                            | Barbara Santibáñez , · Daniela Pardo , · Marcela Cortez |       | Francisca Valenzuela |                                          |  |

### Semifinales
| 9 de agosto de 2014, 10:00 | Deportes Temuco | 0:1 (0:1) | Santiago Morning | Complejo Deportivo M11, Labranza |  |
|                            |                 |           | K. Araya 2'      |                                  |  |

| 9 de agosto de 2014, 12:00 | Colo Colo                                              | 4:1 (1:0) | Universidad de Chile | Monumental (cancha 2), Macul |  |
|                            | Huenteo 39' · Guerrero 46' · Villamayor 60' · Aedo 67' |           | F. Araya 79' (pen.)  |                              |  |

### Final
| 13 de agosto de 2014, 15:00 | Colo-Colo                                             | 5:2 (2:1) | Santiago Morning      | Monumental, Macul        |                          |
|                             | Villamayor 15', 29' · Ascanio 71', 90' · Guerrero 64' |           | Pardo 22' · Araya 75' | Árbitro(s): Dione Risios | Árbitro(s): Dione Risios |

## Campeón
|                     |
| Colo-Colo 8º título |